# Hofwil School

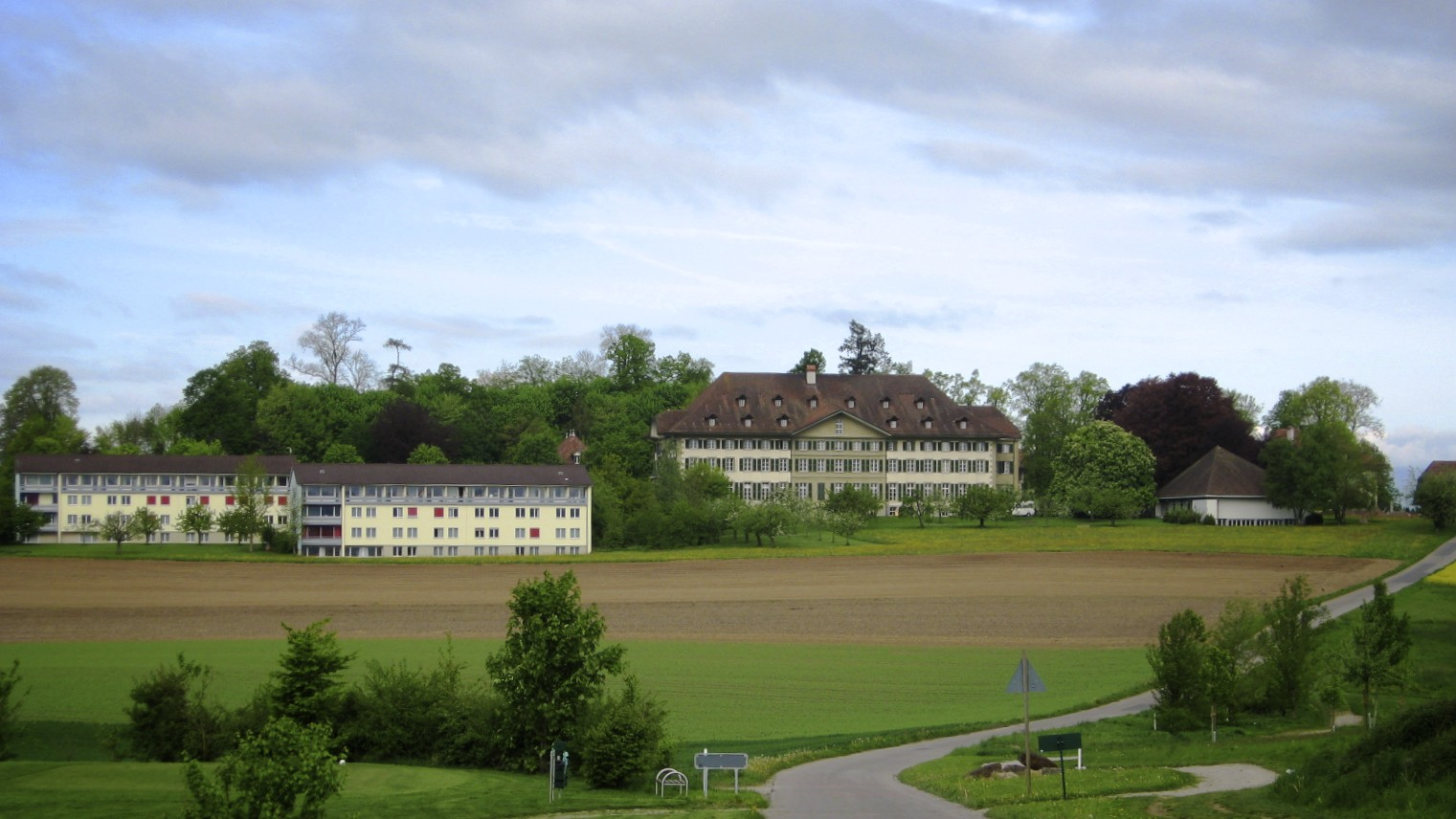
Scholencomplex in Hofwil, Münchenbuchsee, Zwitserland

Oorspronkelijk slot Wilhof, 18e eeuw

Luchtfoto 20e eeuw

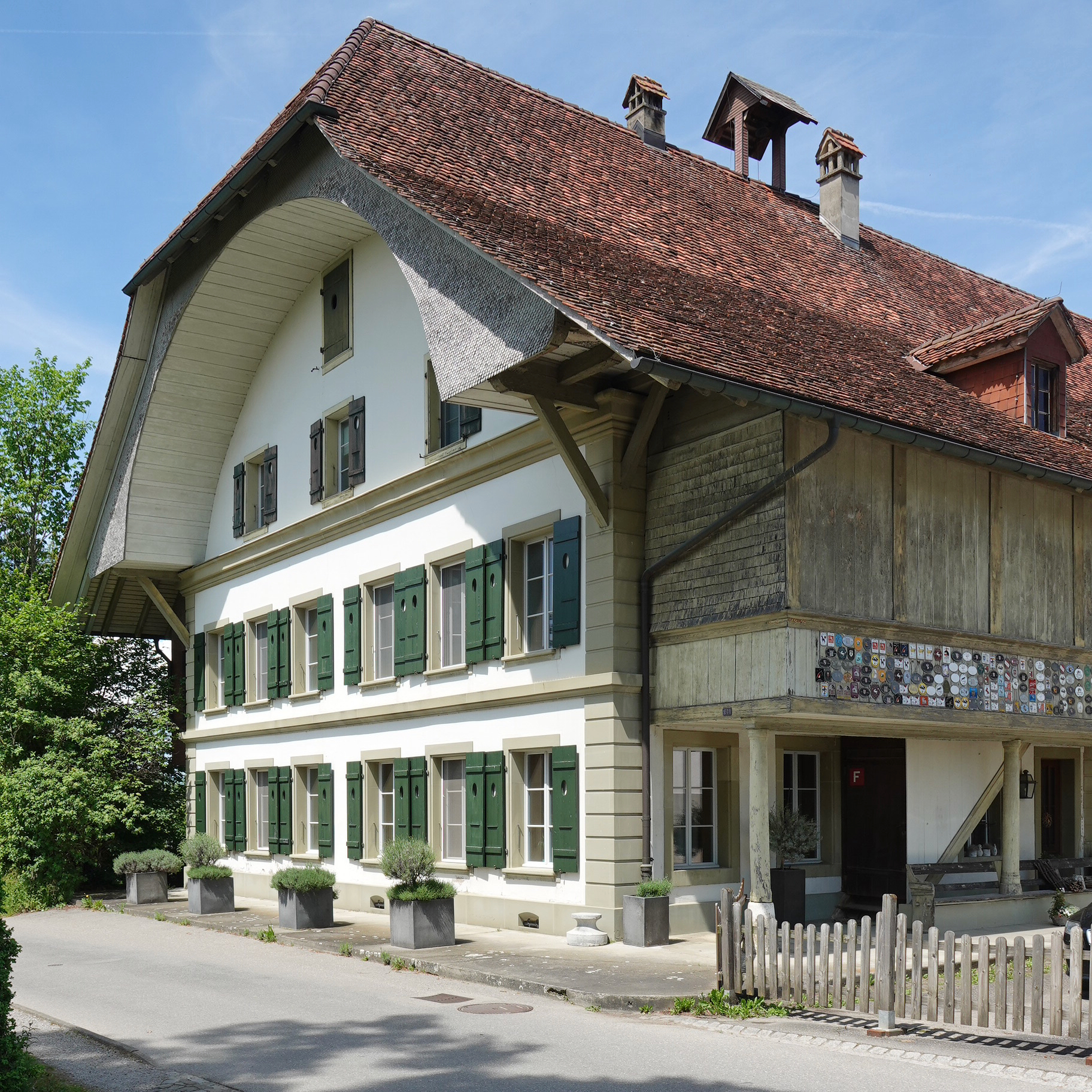
Boerderij en schoolgebouw

De Hofwil School is een kunsthogeschool in Hofwil; Hofwil is een dorp in de gemeente Münchenbuchsee in het Zwitserse kanton Bern. De Hofwil School heeft een 19e-eeuws verleden van een progressief pedagogische landbouwschool naar de ideeën van de onderwijshervormer Pestalozzi.

## Geschiedenis
De geschiedenis van de Hofwil School is verbonden met het leven van de Berner Philipp Emanuel von Fellenberg. Hij en zijn echtgenote Margaretha Tscharner verwierven van vader Fellenberg het kasteel met domein Wilhof genaamd (1798). Vader Fellenberg had in het kasteel een kleine schoolgemeenschap ondergebracht. Fellenberg veranderde de naam in Wilhof (1799) en werd, na de dood van zijn vader, schooldirecteur (1801).
Eerst richtte Fellenberg er een landbouwschool in. Het werd het belangrijkste onderwijstype in Hofwil. Hij was er directeur gedurende 45 jaar. Het vernieuwende aan deze kostschool was dat boerenzonen er laagdrempelig toegang tot hadden. Naast de landbouwtechnieken die leerlingen leerden, werkten zij in de hoeve en op de velden. Dit verving voor minder gefortuneerde het schoolgeld en de kosten van huisvesting. De school aanvaardde naast minder gegoede leerlingen ook rijke leerlingen die wel schoolgeld betaalden. Fellenberg noemde zijn school een pedagogische republiek. Alle lagen van de samenleving waren vertegenwoordigd. De leerlingen leerden er zelfstandig een landbouwbedrijf te exploiteren. Bijzondere aandacht ging naar het aanleren van nieuwe zaaitechnieken en het onderhoud van landbouwmachines.
Pestalozzi werkte aanvankelijk samen met het schoolbestuur doch liet de Hofwil School links liggen na een dispuut met Fellenberg. Een voor de 19e eeuw vooruitstrevend element was de afwezigheid van lijfstraffen doch ook van eerbewijzen bij goede prestaties.
Het schoolbestuur richtte nog andere types onderwijs in dan de landbouwschool. Zo ging het onder meer om lagere school voor de middenstand, een armenkolonie en een instituut voor jongens uit de hogere standen.
Na de dood van Fellbenberg (1844) gingen alle schoolactiviteiten achteruit en de Hofwil School hield op te bestaan.

## Kantonnale school
Het kanton Bern kocht het scholencomplex in Hofwil in 1884. Er kwam een school voor voortgezet onderwijs, en dit tot 1997. Een oud-leerling is de politicus Ernst Bärtschi. Vanaf 1997 is er een kunsthogeschool gevestigd.

## 19e eeuwse pedagogische erfenis
Het pedagogisch concept van Fellenberg inspireerde scholen in het buitenland. Het concept dat kinderen uit achtergestelde milieus konden studeren sloeg aan. In het Verenigd Koninkrijk stichtte Anne Isabella Milbanke, ook bekend als Lady Byron, alzo de coöperatieve tuinbouwschool Ealing Grove School in West-Londen. Socialistische politici steunden het project. Zij publiceerde een pamflet met de titel The History of Industrial Schools in 1839 om het pedagogisch concept te verdedigen. In Australië noemde James Bonwick (1817-1906) zijn kostschool Hofwyl House en bezorgde zichzelf de bijnaam de ‘Fellenberg van Tasmanië’.